# Иудаизм в Греции

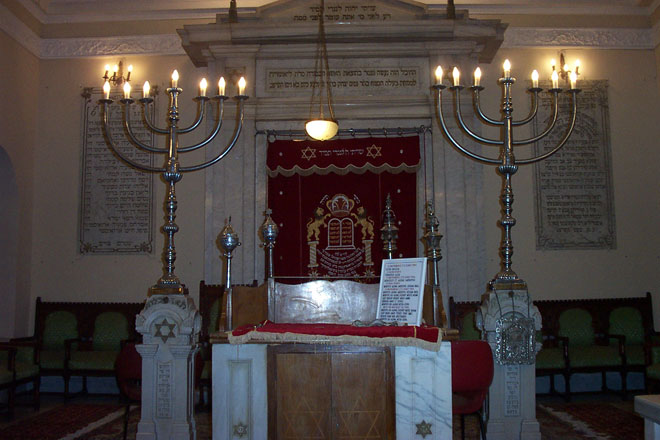
Синагога в Салониках

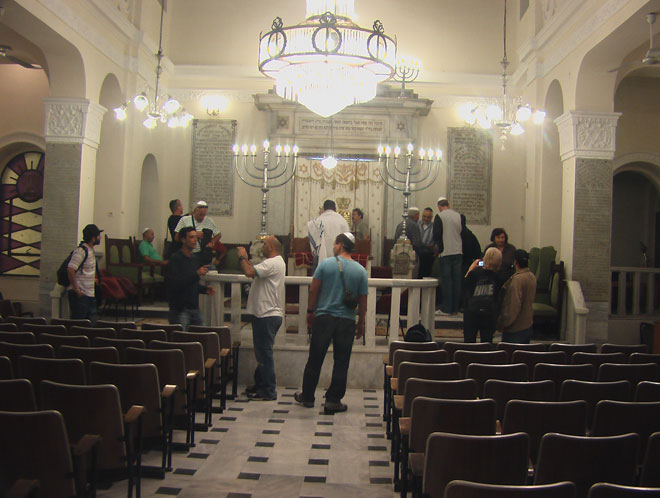
Синагога в Салониках

Евреи в Греции (греч. Έλληνες Εβραίοι, ивр. יהדות יוון‎) — одно из немногочисленных национальных меньшинств Греции.

## История
Евреи поселились в Греции с давних пор. Первые достоверные сведения о евреях в Греции относятся к III веку до н. э. В Деяниях апостолов говорится, что евреи имели синагоги в Коринфе и Афинах, где они пользовались влиянием.
Положение евреев ухудшилось под владычеством Византии (см. Евреи в Византии). В 723 году было запрещено отправление иудейского богослужения, и многие евреи были насильно крещены, другие оставили страну. В IX веке положение изменилось к лучшему; евреи пользовались материальным благосостоянием, в частности, они занимались производством шёлка.
В течение XIII и XIV веков сильно разрослась община евреев в Салониках благодаря наплыву эмигрантов (из Германии, Франции и Италии). С завоеванием Салоник турками в 1430 году для местной еврейской общины началась новая эра. Евреям были дарованы те же права, которыми обладало остальное немусульманское население; раввины были поставлены наравне с главами духовенства православной церкви. В XVI веке в находившуюся под властью Османской империи Грецию, в том числе в Салоники, стали прибывать сефарды, изгнанные из Испании. Кроме того, тысячи состоятельных марранов, изгнанных из Италии и Португалии, искали убежища в Салониках; поселившись там, они возвращались в иудаизм. В Салониках сложилась крупнейшая еврейская община Греции. Сложившиеся у евреев Византии (романиотов) обрядовые традиции постепенно заменялись сефардскими. Евреи занимались шелкопрядением, выделкой шерсти, сукноделием, а также торговлей и ростовщичеством.
Начавшееся в 1821 году восстание греков против Османской империи стало бедствием для евреев Греции, которые были лояльны османским властям. Многие евреи погибли от рук восставших греков. Только на Пелопоннесе погибло пять тысяч евреев.
После обретения Грецией независимости евреи получили равноправие, но вплоть до конца XIX века они жили под постоянной угрозой погромов.
К началу XX века еврейское население Греции насчитывало около десяти тысяч человек. Однако в состав греческого государства тогда не входили Салоники, где в 1905 году жили около 75000 евреев при общем населении этого города в 120000 человек. После Балканских войн 1912–13 годов и воссоединения с Грецией её северных районов число евреев в греческом государстве увеличилось примерно в десять раз.
Накануне Второй мировой войны в Греции было около 77 тысяч евреев. После немецкой оккупации Греции в 1941 году начались преследования евреев, в 1942 году их стали отправлять в лагеря смерти. Всего погибло в лагерях смерти 65 тысяч евреев Греции. Многие греческие евреи участвовали в движении Сопротивления.
После войны в Греции выжили лишь десять тысяч евреев. До конца 1950-х годов около 3500 из них эмигрировали в Израиль, 1,2 тысяч — в США и несколько сотен — в другие страны.

## Современность
В 2000 году еврейское население Греции составляло около 4500 человек. Сегодня в Греции насчитывается девять действующих еврейских общин: в Афинах, Салониках, Ларисе, Халкиде, Волосе, Керкире, Трикале, Яннине и на Родосе. В трёх общинах в синагогах регулярно проводятся службы. А в Афинах и Салониках есть также еврейские школы.
Главной организацией греческого еврейства является Центральный совет еврейских общин, известный больше по своему греческому сокращению KIS.
В Афинах с 1977 года существует Еврейский музей Греции.